# 黒岩観光

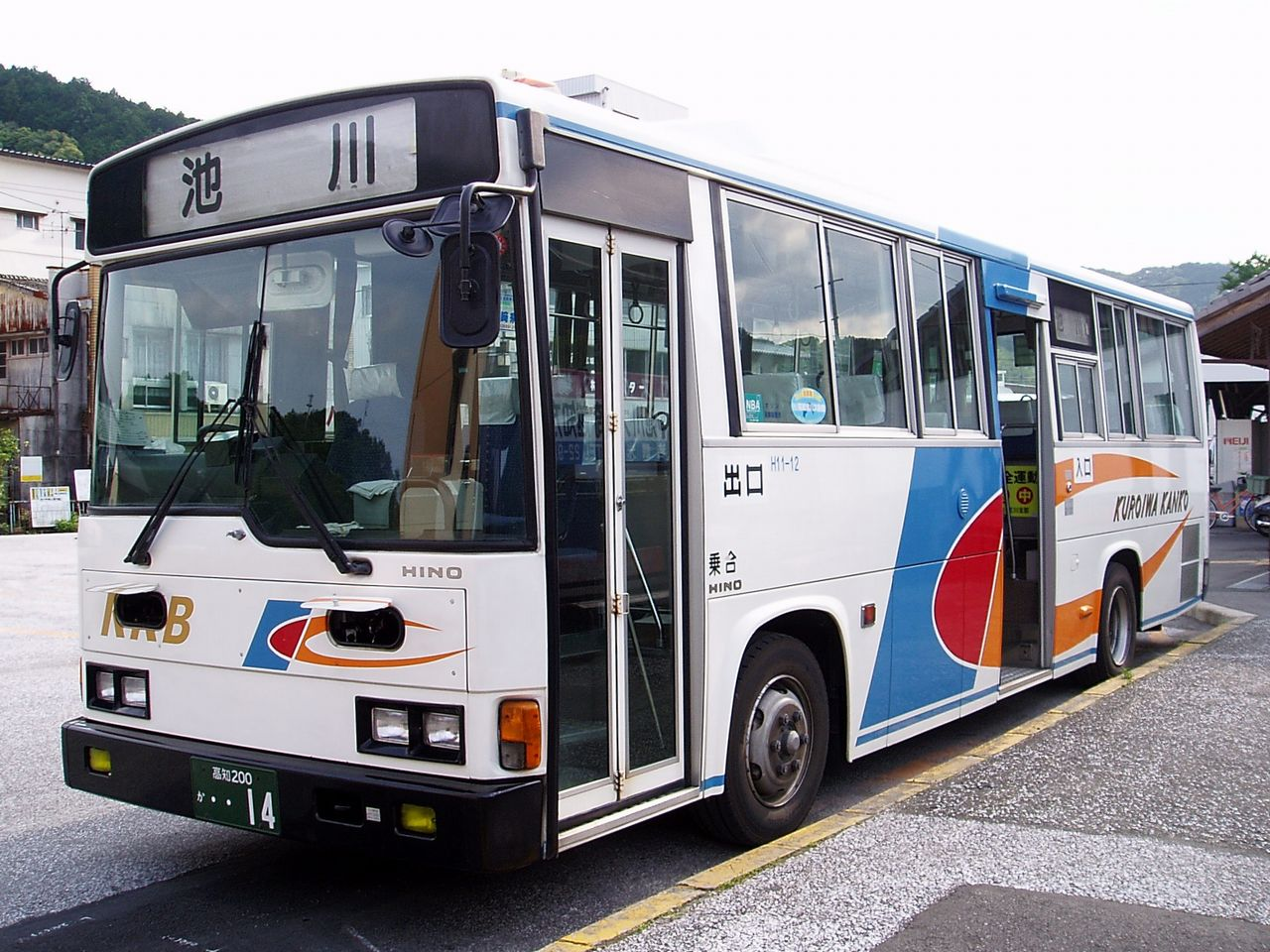
路線バス車両
（佐川駅前にて　日野・レインボー）

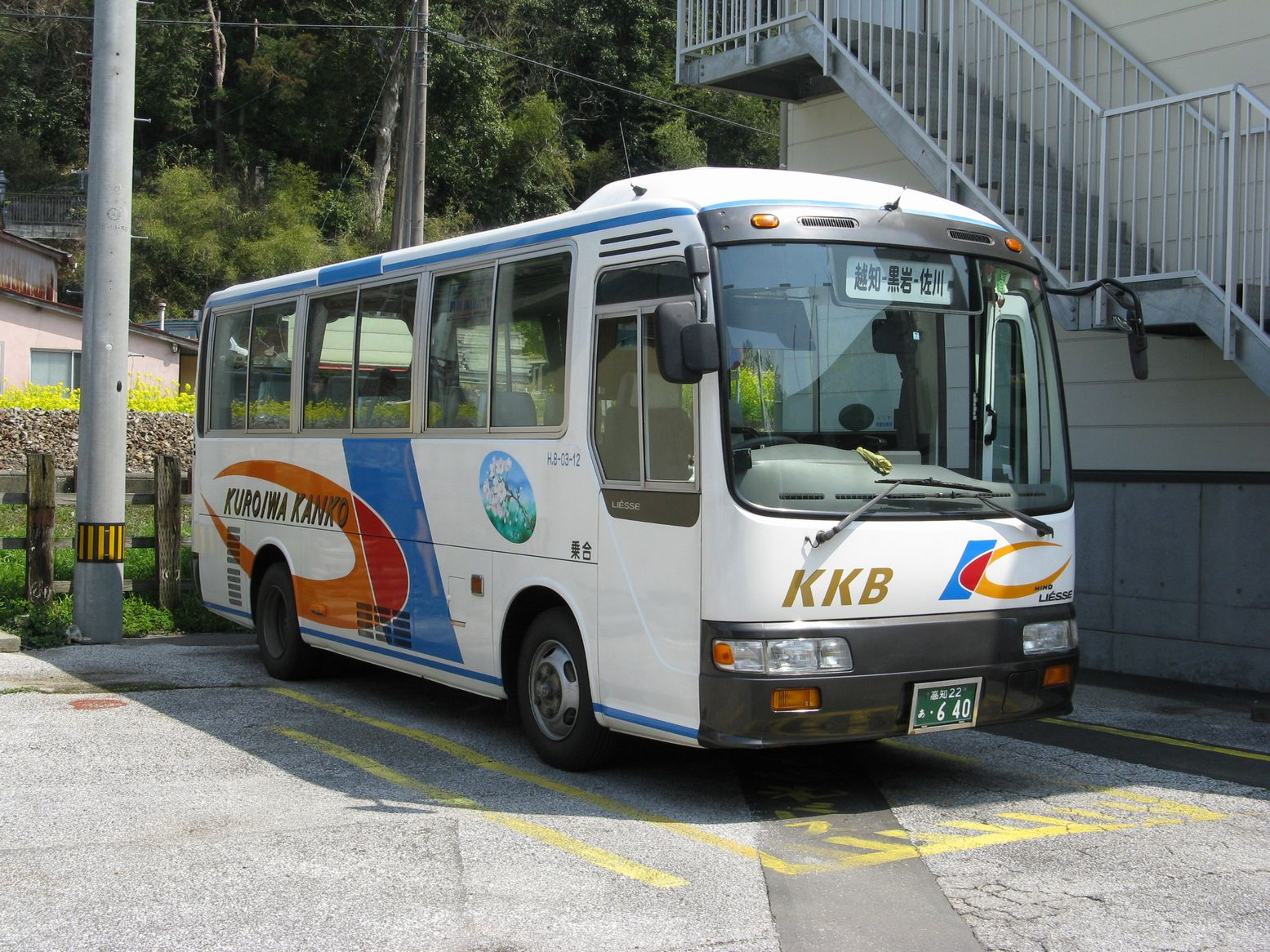
路線バス車両
（佐川駅前にて　日野・リエッセ）

有限会社黒岩観光（くろいわかんこう、略称：KKB）は、高知県高岡郡佐川町に本拠を構えるバス会社。

## 概要
もともとは貸切専業であったが、1970年に土佐電気鉄道（バス）黒岩線の廃止を受けて代替運行を開始。その後も佐川・越知町内から民間路線バス事業者が撤退した際に廃止代替バスの運行を開始し、さらに四国旅客鉄道（現在のジェイアール四国バス）が運行していた松山高知急行線の高知県側普通便が廃止された際に、高吾北広域町村事務組合(SONIA)から代替路線バス（土佐大崎～佐川駅など）の運行を受託した。
2002年の急行バス「なんごく号」廃止後は、運行区間を土佐大崎から愛媛県上浮穴郡久万高原町にある落出駅まで延長し、かろうじて松山高知急行線の在来ルートを維持していたが、2017年3月末で末端区間を休止（事実上の廃止）し、同ルートは分断された。

## 路線

### 広域線
- 佐川駅 - 中本町 - 川内ケ谷 - 越知駅 - 土佐大崎 - 上仁淀（川渡）
- 佐川駅 - 中本町 - 川内ケ谷 - 越知駅 - 土佐大崎 - 狩山口

狩山口にて県交北部交通の高知駅方面と連絡。
2017年3月31日で上仁淀（川渡） - 落出間が休止になったので、松山方面とのバスの接続がなくなった（久万高原線も参照）。

### 黒岩線
- 文化センター - 高北病院 - 西佐川駅 - 原 - 柴尾 - 越知
- 文化センター - 高北病院 - 西佐川駅 - 楠原 - 山本 - 原 - 柴尾 - 越知
- 西佐川駅 - 原 - 柴尾 - 越知

### 尾川線
- 佐川駅 - 高北病院 - 中本町 - 西佐川駅 - 尾川橋 - 古畑 - 峰

休日運休。古畑・峰間は金曜日のみ運行。